# نورمان دوغلاس
نورمان دوغلاس (بالإنجليزية: Norman Douglas)‏ هو سياسي نيوزلندي، ولد في 15 مارس 1910 في نيوزيلندا، وتوفي في 26 أغسطس 1985 في أوكلاند في نيوزيلندا. حزبياً، نشط في حزب العمال النيوزيلندي (1932 – 1940) وحزب العمال النيوزيلندي (1952 – ) وDemocratic Labour Party (New Zealand) ‏ (1940 – 1940). وقد انتخب عضو مجلس النواب النيوزيلندي.